# 世界舞蹈总会
世界舞蹈总会有限公司（World Dance Council Ltd；WDC）是一家英国有限公司，组织有多个世界舞蹈比赛，由菲利普·理查德森（Phillip JS Richardson）于1950年9月22日在爱丁堡组织的一次会议上成立。1996年到2006年，其名为世界舞蹈与舞蹈运动总会有限公司（World Dance & Dance Sport Council Ltd；WD&DSC）。